# Helga Schuhr
Helga Schuhr (* 28. April 1944 in Heilbronn; auch Helga Leuenberger-Schuhr) ist eine schweizerische Künstlerin deutscher Herkunft.

## Leben und Werk
Nach dem Abitur absolvierte sie die Gewerbeschule in Heilbronn. Während eines Englandaufenthalts 1963 folgten Kurse an der Kunsthochschule in Telford bei Newport (Shropshire). Seit 1965 lebt sie in Chez-le-Bart im Kanton Peseux NE, seit 1967 ist sie Schweizer Staatsbürgerin. Seit 1992 hielt sich Schuhr in längeren Aufenthalten in New York auf.
Das Werk von Helga Schuhr umfasst Malerei, aber auch Gravur und Lithogravur, die sie 1976 im Museum von Neuchâtel erlernte. Ihre erste Einzelausstellung fand 1974 in ihrer Geburtsstadt Heilbronn statt, seitdem waren ihre Werke bei diversen Ausstellungen in Deutschland und der Schweiz zu sehen. Verschiedene ihrer Werke wurden von der öffentlichen Hand aufgekauft, u. a. von der Stadt Heilbronn, vom Betagtenheim Zollikofen-Bern und von der Stadt Neuchâtel.
Ihre Arbeiten wurden in Ausstellungen in Schweiz, Deutschland, Frankreich, Libyen, Russland und den USA gezeigt.

## Ausstellungen
- 2009: Huit lustres et belle lurette, Musée d'art et d'histoire,Neuchâtel
- 2009: Helga Schuhr: Querbezüge, Bilder und Objekte, Galerie Artesol, Solothurn
- 2006: Helga Schuhr: HZoom. Peintures et objets, Espace PR36, Neuchâtel
- 2005: Intra-Muros Extra-Muros, Galerie de l'Hôtel de Ville, Yverdon-les-Bains
- 2004: Helga Schuhr, Fondation Sur-la-Velle, Le Noirmont
- 2004: Helga Schuhr: Senses on GO. Sinne im Gange. Von Heilbronn nach Solothurn, Galerie Artesol, Solothurn